# Maria Väisänen
Maria Väisänen (* 3. Juli 1984) ist eine finnische Badmintonspielerin. 

## Karriere
Maria Väisänen gewann nach mehreren nationalen Juniorentiteln und Bronze bei der Junioreneuropameisterschaft 2003 in letztgenanntem Jahr auch ihren ersten Meistertitel bei den Erwachsenen in Finnland. Weitere Siege folgten 2004 und 2007.

## Sportliche Erfolge
| Saison | Veranstaltung                                | Disziplin   | Platz | Name                                 |
| ------ | -------------------------------------------- | ----------- | ----- | ------------------------------------ |
| 2002   | Finnland: Einzelmeisterschaften der Junioren | Mixed       | 1     | Kari-Pekka Järvinen / Maria Väisänen |
| 2002   | Finnland: Einzelmeisterschaften der Junioren | Damendoppel | 1     | Maria Väisänen / Viivi Brandt        |
| 2003   | Finnland: Einzelmeisterschaften der Junioren | Mixed       | 1     | Tuomas Nuorteva / Maria Väisänen     |
| 2003   | Finnland: Einzelmeisterschaften der Junioren | Dameneinzel | 1     | Maria Väisänen                       |
| 2003   | Finnland: Einzelmeisterschaften der Junioren | Damendoppel | 1     | Maria Väisänen / Merja Pallonen      |
| 2003   | Junioren-Europameisterschaft                 | Dameneinzel | 3     | Maria Väisänen                       |
| 2003   | Finnland: Einzelmeisterschaften              | Mixed       | 1     | Petri Hyyryläinen / Maria Väisänen   |
| 2004   | Finnland: Einzelmeisterschaften              | Mixed       | 1     | Petri Hyyryläinen / Maria Väisänen   |
| 2007   | Finnland: Einzelmeisterschaften              | Damendoppel | 1     | Maria Väisänen / Elina Väisänen      |